# Saint-Pierre-des-Fleurs
Saint-Pierre-des-Fleurs település Franciaországban, Eure megyében. Lakosainak száma 1688 fő (2022. január 1.). Saint-Pierre-des-Fleurs Le Thuit-de-l'Oison, La Saussaye, Le Bec-Thomas és Saint-Ouen-de-Pontcheuil községekkel határos.

## Népesség
A település népessége az elmúlt években az alábbi módon változott:
| Lakosok száma | 467  | 1110 | 1132 | 1269 | 1452 | 1532 | 1562 | 1614 | 1634 | 1688 |
|               | 1968 | 1982 | 1990 | 2006 | 2013 | 2015 | 2017 | 2019 | 2020 | 2022 |